# Gonzalo Escobar (calciatore)
Gonzalo Daniel Escobar (Alejandro Korn, 16 marzo 1997) è un calciatore argentino, difensore del Santos.

## Carriera
Ha esordito nella massima serie argentina con il Temperley nella stagione 2016, giocando 2 partite.

## Palmarès

### Club

#### Competizioni nazionali
- Campeonato Brasileiro Série B: 1

Santos: 2024